# Macrobrachium cortezi
Macrobrachium cortezi är en kräftdjursart som beskrevs av Juan Manuel Rodriguez 1982. Macrobrachium cortezi ingår i släktet Macrobrachium och familjen Palaemonidae. Inga underarter finns listade i Catalogue of Life.